# Love U...Mr. Kalakaar!
Love U...Mr. Kalakaar! es una película de 2011. La película es dirigida por S. Mansavi. Es la primera película en que Tusshar Kapoor y Amrita Rao aparecen juntos. La película fue lanzada el 13 de mayo de 2011.

## Sinopsis
La hija única de un empresario se enamora de un artista de clase media.

## Elenco
- Tusshar Kapoor como Sahil.
- Amrita Rao como Ritu.
- Ram Kapoor como padre de Ritu.
- Madhoo como tía de Ritu.
- Prem Chopra como abuelo de Ritu.
- Jai Kalra como Manohar.
- Kiran Kumar como Jayant Singh Chauhan.
- Snigdha Akolkar como Charu.
- Prashant Ranyal como Aman.
- Yateen Karyekar como Israni.
- Kunal Kumar como Hiten.